# Pałac w Rząśniku
Pałac w Rząśniku – został wybudowany pod koniec XVIII wieku, według projektu Martina Frantza, był restaurowany w XIX wieku i remontowany około 1900 roku. Obecnie znajduje się w stanie ruiny.

## Położenie
Pałac położony jest we wsi Rząśnik w województwie dolnośląskim, w powiecie złotoryjskim, w gminie Świerzawa, na Pogórzu Kaczawskim w Sudetach, u północnego podnóża Gór Kaczawskich.

## Historia
Budowa pałacu w Rząśniku została rozpoczęta w roku 1734 z inicjatywy Johanna Bernarda Holzhausena, według projektu wybitnego architekta Martina Frantza. Budowę ukończono dopiero pod koniec XVIII wieku. W XIX wieku pałac był restaurowany, a około 1900 roku przeprowadzono kompleksowy remont budynku.

Po 1945 roku w budynku znajdowały się mieszkania dla pracowników PGR-u. W latach 1962–1963 przeprowadzono bieżące naprawy dachu, poza tym nie wykonano całościowego remontu. 

## Architektura
Barokowy pałac został wzniesiony na planie prostokąta, z trzema ryzalitami i bocznymi skrzydłami. Budynek jest trzytraktowy, trzykondygnacyjny, nakryty dachami mansardowymi z lukarnami. Elewacje są dzielone pilastrami stojącymi na boniowanym cokole parteru, którego wnętrza zachowały część sklepień kolebkowych z lunetami. Obecnie pałac jest w ruinie. Budynek jest częścią zespołu pałacowego, w skład którego wchodzi jeszcze park.